# Ädelholm
Ädelholm är en mindre ort i Staffanstorps kommun, Skåne län.
Ädelholm består endast av ett fåtal hus, men det finns även en fabrik för Svenska Foder samt en forskningsanläggning för Danisco Sugar. Orten är belägen väster om länsväg 108 mellan Staffanstorp och Lund.